# 경광서원
경광서원(謙川書院)은 대한민국 경상북도 안동시에 위치한 조선 시대의 서원이다. 1568년에 창건되었으며, 배상지(裵尙志), 이종준(李宗準), 장흥효(張興孝)를 제향하고 있다.